# Черно-бяла любов
Черно-бяла любов (на турски: Siyah Beyaz Aşk) е турски драматичен сериал, излъчен премиерно през 2017 г.

## Актьорски състав
- Ибрахим Челиккол – Ферхат Аслан
- Бирдже Акалай – Аслъ Чънар - Аслан
- Мухамет Узунер – Намък Емирхан
- Арзу Гамзе Кълънч – Йетер Аслан
- Шахин Ергюней - Адем
- Къванч Касабалъ - Синан
- Едже Диздар – Идил Яман - Емирхан
- Дениз Джелилоглу – Ийт Аслан
- Джахит Гьок – Джунейт
- Уур Аслан – Джем Чънар
- Синем Юнсал – Гюлсюм Аслан - Адаклъ
- Тургай Кантюрк - Шахин Джигал
- Йозлем Зейнеп Динсел – Вилдан Кочак
- Селин Къоселу - Жулиде
- Тимур Йолкебаш – Абидин Адаклъ
- Фатих Топчуоглу – Дилсиз
- Джейлян Одман – Дениз
- Нихан Ашъчъ – Япрак
- Йозгюл Сагдич - Ебру
- Бурджу Джаврар – Хюля
- Кадрийе Кентер – Хандан Адаклъ
- Селин Шекерджи – Айхан Дааъстан
- Маджит Копер – Азад Айхан Дааъстан

## В България
В България сериалът започва на 25 октомври 2021 г. по Нова телевизия и завършва на 18 март 2022 г. На 16 януари 2023 г. започва повторение по Диема Фемили и завършва на 1 юни. На 26 октомври започва ново повторение. Ролите се озвучават от Ася Братанова, Таня Димитрова, Петя Миладинова, Илиян Пенев, Стефан Сърчаджиев – Съра и Ивайло Велчев.